# Líder supremo Snoke
El líder supremo Snoke es un personaje ficticio en el universo Star Wars. Introducido en la película de 2015 Star Wars: El despertar de la Fuerza, es el responsable de la conversión de Ben Solo al lado oscuro de la Fuerza y fue creado y manejado por el Emperador Palpatine (explicado en El Ascenso de Skywalker). En la película de 2017 Star Wars: Los últimos Jedi, se revela en palabras del mismísimo líder que durante el tiempo que su aprendiz, Kylo Ren, le había servido en las tareas que le eran encomendadas, había estado manipulando su odio para conseguir convertirlo en el nuevo Darth Vader. Fue asesinado y traicionado por su propio aprendiz Kylo Ren al ser atravesado por el sable de luz de Anakin Skywalker. Resulta ser un clon imperfecto del Emperador Palpatine creado para manipular a Kylo Ren.

## Recepción del personaje en el público
Acerca de la identidad de este nuevo personaje, muchas teorías afirmaron que cabía la posibilidad de que éste fuera el maestro del fallecido Darth Sidious; Darth Plagueis. Sin embargo no hay fuentes oficiales que confirmen este hecho y el director de la cinta, así como la gente de Walt Disney, han guardado con la mayor confidencialidad posible su verdadera identidad. No obstante, en enero de 2016, Andy Serkis desmintió la posibilidad de que Snoke fuese Darth Plagueis.
Existieron otras posibilidades sobre la identidad de Snoke, una de ellas es que sería el segundo aprendiz de Plagueis, los Sith podrían tener más de un aprendiz (cuando estos por lo general se habían mantenido siempre con la Regla de Dos), esa es una gran diferencia con respecto a los Jedis, existen creencias de que Snoke sería el aprendiz que habría dado muerte a Plagueis, como cuenta Palpatine a Anakin en el teatro de Coruscant. Aunque esta teoría podría ser errónea, ya que el diseño del sable de luz de Kylo Ren es igual a los sables de luz de los Jedis antiguos, por lo que Snoke podría ser uno de ellos. En la antigüedad, los Jedis usaban los poderes de los Jedis y de los actuales Siths, quienes no se llamaron siempre así. Además, quien asesinó a Darth Plagueis fue el mismo Sheev Palpatine después de una fiesta por las elecciones del Senado Galáctico, mientras él dormía. Por eso Sidious no cometió el mismo error que Plagueis y no le enseñó todo lo que sabía a Darth Vader y además hizo su traje vulnerable a los rayos que él lanzaba en caso de cualquier intento por parte de Vader para matarlo.
Finalmente, tras el estreno de El Ascenso de Skywalker, se conoció que Snoke es un clon fallido creado por Sheev Palpatine para atraer a Kylo Ren al lado oscuro y entrenarlo en las artes Sith.